# Лайсека, Роберто
Роберто Лайсека Хайо (исп. Roberto Laiseka Jaio, род. 17 июня 1969 года) — бывший профессиональный испанский шоссейный велогонщик, выступавший за баскскую команду Euskaltel-Euskadi. Лайсека ушёл из велоспорта в 2006 году после того, как получил травму запястья на Джиро д’Италия 2006.

## Основные достижения
1999 — Euskaltel-Euskadi
1 место на 18 этапе Вуэльта Испании
1 место на Subida al Txitxarro
2000 — Euskaltel-Euskadi
Вуэльта Испании
1 место на 11 этапе
6 место в генеральной классификации
2001 — Euskaltel-Euskadi
1 место на 14 этапе Тур де Франс
2004 — Euskaltel-Euskadi
Euskal Bizikleta
1 место на 5 этапе
2 место в общем зачёте
3 место в генеральной классификации Вуэльта Каталонии
2005 — Euskaltel-Euskadi
1 место на 11 этапе Вуэльта Испании